# 제3차 아베 신조 내각
제3차 아베 신조 내각(일본어: 第3次安倍晋三内閣)은 중의원 의원, 자유민주당 총재 아베 신조가 제97대 내각총리대신으로 임명되어, 2014년 12월 24일부터 2015년 10월 7일까지 존재한 일본의 내각이다.
자유민주당과 공명당의 연립 내각이다.

## 국회 총리 지명 선거
| 중의원 내각총리대신 지명 선거 총 투표수 470표 중 과반수인 236표 득표 필요 | 중의원 내각총리대신 지명 선거 총 투표수 470표 중 과반수인 236표 득표 필요 | 중의원 내각총리대신 지명 선거 총 투표수 470표 중 과반수인 236표 득표 필요 | 중의원 내각총리대신 지명 선거 총 투표수 470표 중 과반수인 236표 득표 필요 |
| 내각총리대신 후보                                                         | 내각총리대신 후보                                                         | 득표수                                                                    | 득표수                                                                    |
| 내각총리대신 후보                                                         | 내각총리대신 후보                                                         | 정당별                                                                    | 총계                                                                      |
| ------------------------------------------------------------------------- | ------------------------------------------------------------------------- | ------------------------------------------------------------------------- | ------------------------------------------------------------------------- |
|                                                                           | 아베 신조                                                                 | 자유민주당(290), 공명당(35), 의장(1), 기타(2)                             | 328 / 475                                                                 |
|                                                                           | 오카다 가쓰야                                                             | 민주당(72), 부의장(1)                                                     | 73 / 475                                                                  |
|                                                                           | 에다 겐지                                                                 | 유신당(41)                                                                | 41 / 475                                                                  |
|                                                                           | 시이 가즈오                                                               | 일본공산당(18)                                                            | 18 / 475                                                                  |
|                                                                           | 히라누마 다케오                                                           | 차세대당(2), 무소속(1)                                                    | 3 / 475                                                                   |
|                                                                           | 요시다 다다토모                                                           | 사회민주당(2)                                                             | 2 / 475                                                                   |
|                                                                           | 아사오 게이이치로                                                         | 무소속(1)                                                                 | 1 / 475                                                                   |
|                                                                           | 나카사토 도시노부                                                         | 무소속(1)                                                                 | 1 / 475                                                                   |
|                                                                           | 기권                                                                      | 무소속/기타(2)                                                            | 2 / 475                                                                   |
|                                                                           | 무효                                                                      |                                                                           | 1 / 475                                                                   |
|                                                                           |                                                                           |                                                                           |                                                                           |
|                                                                           | 미투표                                                                    |                                                                           | 5 / 475                                                                   |
| 출처: 188th Diet Session (House of Representatives)                       |                                                                           |                                                                           |                                                                           |

| 참의원 내각총리대신 지명 선거 총 투표수 240표 중 과반수인 121표 득표 필요 | 참의원 내각총리대신 지명 선거 총 투표수 240표 중 과반수인 121표 득표 필요 | 참의원 내각총리대신 지명 선거 총 투표수 240표 중 과반수인 121표 득표 필요 | 참의원 내각총리대신 지명 선거 총 투표수 240표 중 과반수인 121표 득표 필요 |
| 내각총리대신 후보                                                         | 내각총리대신 후보                                                         | 득표수                                                                    | 득표수                                                                    |
| 내각총리대신 후보                                                         | 내각총리대신 후보                                                         | 정당별                                                                    | 총계                                                                      |
| ------------------------------------------------------------------------- | ------------------------------------------------------------------------- | ------------------------------------------------------------------------- | ------------------------------------------------------------------------- |
|                                                                           | 아베 신조                                                                 | 자유민주당(113), 공명당(20), 일본을 건강하게 하는 모임(2)                 | 135 / 240                                                                 |
|                                                                           | 오카다 가쓰야                                                             | 민주당·신록풍회(58), 생활의 당(2), 무소속(1)                              | 61 / 240                                                                  |
|                                                                           | 에다 겐지                                                                 | 유신당(11)                                                                | 11 / 240                                                                  |
|                                                                           | 시이 가즈오                                                               | 일본공산당(11)                                                            | 11 / 240                                                                  |
|                                                                           | 히라누마 다케오                                                           | 차세대당(6)                                                               | 6 / 240                                                                   |
|                                                                           | 요시다 다다토모                                                           | 사회민주당(3), 무소속(1)                                                  | 4 / 240                                                                   |
|                                                                           | 아라이 히로유키                                                           | 신당개혁·무소속 그룹(2)                                                   | 2 / 240                                                                   |
|                                                                           | 마쓰다 고타                                                               | 일본을 건강하게 하는 모임(2)                                              | 2 / 240                                                                   |
|                                                                           | 야마다 다로                                                               | 일본을 건강하게 하는 모임(1)                                              | 1 / 240                                                                   |
|                                                                           | 야마모토 다로                                                             | 무소속(1)                                                                 | 1 / 240                                                                   |
|                                                                           | 기권                                                                      | 차세대당(1), 일본을 건강하게 하는 모임(1), 무소속 클럽(4)                 | 6 / 240                                                                   |
| 출처: 188th Diet Session (House of Councillors)                           |                                                                           |                                                                           |                                                                           |

## 내각 인사에 관한 개요
제2차 아베 신조 개조내각의 18명의 각료 가운데 에토 아키노리를 대신해서 방위대신으로 취임한 나카타니 겐을 제외하고 17명이 재임명됐다. 더욱이 전임 내각에서 아리무라 하루코가 맡았던 소비자 및 식품 안전 담당 대신의 업무는 야마구치 슌이치에게 이관됐다.
니시카와 고야, 미야자와 요이치, 오타 아키히로를 제외한 모든 각료가 신토 정치 연맹 국회의원 간담회의 회원이었고 또한 기시다 후미오, 시모무라 하쿠분, 시오자키 야스히사는 세계 연방 일본 국회 위원회(세계 연방 운동)에 소속돼 있다.

## 국무대신
- 2014년 12월 24일 임명[3][4]

| 직책 | 성명              | 성명 | 소속                              | 특기 사항 | 비고                                                |
| --- | ----------------- | ---- | --------------------------------- | --- | --------------------------------------------------- |
| 내각총리대신 | 아베 신조         |      | 중의원 자유민주당 (호소다파)      | | 자유민주당 총재                                     |
| 부총리 재무대신 내각부 특명담당대신 (금융 담당)                                                                    | 아소 다로         |      | 중의원 자유민주당 (아소파)        | 디플레이션 탈출 담당 내각총리대신 임시 대리 취임 순위 제1위(부총리)                                                | 유임                                                |
| 총무대신 | 다카이치 사나에   |      | 중의원 자유민주당 (무파벌)        | | 유임                                                |
| 법무대신 | 가미카와 요코     |      | 중의원 자유민주당 (기시다파)      | | 유임                                                |
| 외무대신 | 기시다 후미오     |      | 중의원 자유민주당 (기시다파)      | 내각총리대신 임시 대리 제5위                                                                                       | 유임                                                |
| 문부과학대신 | 시모무라 하쿠분   |      | 중의원 자유민주당 (호소다파)      | 교육 재생 담당 국립국회도서관 연락조정위원회 위원 도쿄 올림픽·패럴림픽 담당                                        | 유임 2015년 6월 25일 도쿄 올림픽·패럴림픽 담당 면직 |
| 후생노동대신 | 시오자키 야스히사 |      | 중의원 자유민주당 (기시다파)      | | 유임                                                |
| 농림수산대신 | 니시카와 고야     |      | 중의원 자유민주당 (니카이파)      | | 유임 2015년 2월 23일 사임                           |
| 농림수산대신 | 하야시 요시마사   |      | 참의원 자유민주당 (기시다파)      | | 2015년 2월 23일 취임                                |
| 경제산업대신 내각부 특명담당대신 (원자력 손해배상·폐로 등 지원 기구 담당)                                          | 미야자와 요이치   |      | 참의원 자유민주당 (기시다파)      | 원자력 경제 피해 담당 산업 경쟁력 담당                                                                             | 유임                                                |
| 국토교통대신 | 오타 아키히로     |      | 중의원 공명당                     | 물순환 정책 담당                                                                                                   | 공명당 의장 유임                                    |
| 환경대신 내각부 특명담당대신 (원자력 방재 담당)                                                                    | 모치즈키 요시오   |      | 중의원 자유민주당 (기시다파)      | | 유임                                                |
| 방위대신 | 나카타니 겐       |      | 중의원 자유민주당 (다니가키 그룹) | 안전 보장 법제 담당                                                                                                |                                                     |
| 내각관방장관 | 스가 요시히데     |      | 중의원 자유민주당 (무파벌)        | 오키나와 기지 부담 경감 담당 내각총리대신 임시 대리 제2위                                                          | 유임                                                |
| 부흥대신 | 다케시타 와타루   |      | 중의원 자유민주당 (누카가파)      | 후쿠시마 원자력 발전 사고 재생 총괄 담당                                                                           | 유임                                                |
| 국가공안위원회 위원장 내각부 특명담당대신 (방재 담당)                                                              | 야마타니 에리코   |      | 참의원 자유민주당 (호소다파)      | 납치 문제 담당 국토강인화 담당 해양 정책 담당 영토 문제 담당                                                       | 유임                                                |
| 내각부 특명담당대신 (오키나와 및 북방 대책 담당) (소비자 및 식품 안전 담당) (과학 기술 정책 담당) (우주 정책 담당) | 야마구치 슌이치   |      | 중의원 자유민주당 (아소파)        | 정보통신기술(IT) 정책 담당 재도전 담당 쿨 재팬 전략 담당                                                           | 유임                                                |
| 내각부 특명담당대신 (규제 개혁 담당) (저출산 대책 담당) (남녀 공동 참가 담당)                                      | 아리무라 하루코   |      | 참의원 자유민주당 (오시마파)      | 여성 활약 담당 행정개혁 담당 국가 공무원 제도 담당                                                                 | 유임                                                |
| 내각부 특명담당대신 (경제 재정 정책 담당)                                                                          | 아마리 아키라     |      | 중의원 자유민주당 (무파벌)        | 경제 재생 담당 사회 보장·세금 일체 개혁 담당 환태평양 경제 동반자 협정 담당 내각총리대신 임시 대리 취임 순위 제3위 | 유임                                                |
| 내각부 특명담당대신 (국가 전략 특별 구역 담당)                                                                     | 이시바 시게루     |      | 중의원 자유민주당 (이시바파)      | 지방 창생 담당 내각총리대신 임시 대리 취임 순위 제4위                                                              | 유임                                                |
| 국무대신 | 엔도 도시아키     |      | 중의원 자유민주당 (다니가키 그룹) | 도쿄 올림픽·패럴림픽 경기 대회 담당                                                                                | 첫 입각 2015년 6월 25일 취임                        |

## 내각관방부장관·내각법제국 장관
| 직책            | 성명              | 주요 경력                     | 비고 |
| --------------- | ----------------- | ----------------------------- | ---- |
| 내각관방부장관  | 가토 가쓰노부     | 중의원 / 자유민주당(누카가파) | 유임 |
| 내각관방부장관  | 세코 히로시게     | 참의원 / 자유민주당(호소다파) | 유임 |
| 내각관방부장관  | 스기타 가즈히로   | 전 내각위기관리감 / 경찰청    | 유임 |
| 내각법제국 장관 | 요코바타케 유스케 | 전 내각법제차장 / 검찰청      | 유임 |

## 부대신
- 2014년 12월 25일 임명.[7][8]

| 직책            | 성명              | 소속                               | 비고                                         |
| --------------- | ----------------- | ---------------------------------- | -------------------------------------------- |
| 부흥 부대신     | 나가시마 다다요시 | 중의원 / 자유민주당(니카이파)      | 유임                                         |
| 부흥 부대신     | 하마다 마사요시   | 참의원 / 공명당                    | 유임                                         |
| 부흥 부대신     | 니시무라 아키히로 | 중의원 / 자유민주당(호소다파)      | 내각부 부대신 겸임 국토교통 부대신 겸임 유임 |
| 내각부 부대신   | 아카자와 료세이   | 중의원 / 자유민주당(무파벌)        | 유임                                         |
| 내각부 부대신   | 다이라 마사아키   | 중의원 / 자유민주당(무파벌)        | 유임                                         |
| 내각부 부대신   | 니시무라 야스토시 | 중의원 / 자유민주당(호소다파)      | 유임                                         |
| 내각부 부대신   | 하나시 야스히로   | 중의원 / 자유민주당(기시다파)      | 법무 부대신 겸임 유임                        |
| 내각부 부대신   | 니와 히데키       | 중의원 / 자유민주당(오시마파)      | 문부과학 부대신 겸임 2015년 6월 25일 임명    |
| 내각부 부대신   | 다카기 요스케     | 중의원 / 공명당                    | 경제산업 부대신 겸임 유임                    |
| 내각부 부대신   | 니시무라 아키히로 | 니시무라 아키히로                  | 부흥 부대신 겸임 국토교통 부대신 겸임 유임   |
| 내각부 부대신   | 오자토 야스히로   | 중의원 / 자유민주당(다니가키 그룹) | 환경 부대신 겸임 유임                        |
| 내각부 부대신   | 사토 아키라       | 중의원 / 자유민주당(무파벌)        | 방위 부대신 겸임 유임                        |
| 총무 부대신     | 니시메 고사부로   | 중의원 / 자유민주당(누카가파)      | 유임                                         |
| 총무 부대신     | 니노유 사토시     | 참의원 / 자유민주당(다니가키 그룹) | 유임                                         |
| 법무 부대신     | 하나시 야스히로   | 하나시 야스히로                    | 내각부 부대신 겸임 유임                      |
| 외무 부대신     | 기우치 미노루     | 중의원 / 자유민주당(무파벌)        | 유임                                         |
| 외무 부대신     | 나카야마 야스히데 | 중의원 / 자유민주당(호소다파)      | 유임                                         |
| 재무 부대신     | 스가와라 잇슈     | 중의원 / 자유민주당(무파벌)        | 신임                                         |
| 재무 부대신     | 미야시타 이치로   | 중의원 / 자유민주당(호소다파)      | 유임                                         |
| 문부과학 부대신 | 니와 히데키       | 니와 히데키                        | 내각부 부대신 겸임 유임                      |
| 문부과학 부대신 | 후지이 모토유키   | 참의원 / 자유민주당(기시다파)      | 유임                                         |
| 후생노동 부대신 | 나가오카 게이코   | 중의원 / 자유민주당(아소파)        | 유임                                         |
| 후생노동 부대신 | 야마모토 가나에   | 참의원 / 공명당                    | 유임                                         |
| 농림수산 부대신 | 아베 도시코       | 중의원 / 자유민주당(다니가키 그룹) | 유임                                         |
| 농림수산 부대신 | 고이즈미 아키오   | 참의원 / 자유민주당(무파벌)        | 유임                                         |
| 경제산업 부대신 | 야마기와 다이시로 | 중의원 / 자유민주당(무파벌)        | 유임                                         |
| 경제산업 부대신 | 다카기 요스케     | 다카기 요스케                      | 내각부 부대신 겸임 유임                      |
| 국토교통 부대신 | 기타가와 잇세이   | 참의원 / 자유민주당(호소다파)      | 유임                                         |
| 국토교통 부대신 | 니시무라 아키히로 | 니시무라 아키히로                  | 부흥 부대신 겸임 내각부 부대신 겸임 유임     |
| 환경 부대신     | 기타무라 시게오   | 중의원 / 자유민주당(호소다파)      | 유임                                         |
| 환경 부대신     | 오자토 야스히로   | 오자토 야스히로                    | 내각부 부대신 겸임 유임                      |
| 방위 부대신     | 사토 아키라       | 사토 아키라                        | 내각부 부대신 겸임 유임                      |

## 대신 정무관
- 2014년 12월 25일 임명[7][9]

| 직책                | 성명              | 소속                            | 비고                                                               |
| ------------------- | ----------------- | ------------------------------- | ------------------------------------------------------------------ |
| 부흥대신 정무관     | 고이즈미 신지로   | 중의원 / 자유민주당(무파벌)     | 내각부대신 정무관 겸임 유임                                        |
| 부흥대신 정무관     | 야마모토 도모히로 | 중의원 / 자유민주당(무파벌)     | 내각부대신 정무관 겸임 문부과학대신 정무관 겸임 유임               |
| 부흥대신 정무관     | 이와이 시게키     | 참의원 / 자유민주당(누카가파)   | 내각부대신 정무관 겸임 경제산업대신 정무관 겸임 유임               |
| 내각부대신 정무관   | 오치 다카오       | 중의원 / 자유민주당(호소다파)   | 유임                                                               |
| 내각부대신 정무관   | 마쓰모토 요헤이   | 중의원 / 자유민주당(니카이파)   | 유임                                                               |
| 내각부대신 정무관   | 고이즈미 신지로   | 고이즈미 신지로                 | 부흥대신 정무관 겸임 유임                                          |
| 내각부대신 정무관   | 오쓰카 다쿠       | 중의원 / 자유민주당(호소다파)   | 법무대신 정무관 겸임 유임                                          |
| 내각부대신 정무관   | 야마모토 도모히로 | 야마모토 도모히로               | 부흥대신 정무관 겸임 문부과학대신 정무관 겸임 2015년 6월 25일 임명 |
| 내각부대신 정무관   | 이와이 시게키     | 이와이 시게키                   | 부흥대신 정무관 겸임 경제산업대신 정무관 겸임 유임                 |
| 내각부대신 정무관   | 스즈키 게이스케   | 중의원 / 자유민주당(아소파)     | 국토교통대신 정무관 겸임 신임                                      |
| 내각부대신 정무관   | 후쿠야마 마모루   | 중의원 / 자유민주당(무파벌)     | 환경대신 정무관 겸임 유임                                          |
| 내각부대신 정무관   | 이시카와 히로타카 | 참의원 / 공명당                 | 방위대신 정무관 겸임 유임                                          |
| 총무대신 정무관     | 아카마 지로       | 중의원 / 자유민주당(아소파)     | 유임                                                               |
| 총무대신 정무관     | 무토 요지         | 중의원 / 자유민주당(아소파)     | 유임                                                               |
| 총무대신 정무관     | 하세가와 가쿠     | 참의원 / 자유민주당(호소다파)   | 유임                                                               |
| 법무대신 정무관     | 오쓰카 다쿠       | 오쓰카 다쿠                     | 내각부대신 정무관 겸임 유임                                        |
| 외무대신 정무관     | 소노우라 겐타로   | 중의원 / 자유민주당(아소파)     | 유임                                                               |
| 외무대신 정무관     | 나카네 가즈유키   | 중의원 / 자유민주당(호소다파)   | 유임                                                               |
| 외무대신 정무관     | 우토 다카시       | 참의원 / 자유민주당(누카가파)   | 유임                                                               |
| 재무대신 정무관     | 오이에 사토시     | 참의원 / 자유민주당(아소파)     | 유임                                                               |
| 재무대신 정무관     | 다케야 도시코     | 참의원 / 공명당                 | 유임                                                               |
| 문부과학대신 정무관 | 아카이케 마사아키 | 참의원 / 자유민주당(호소다파)   | 유임                                                               |
| 문부과학대신 정무관 | 야마모토 도모히로 | 야마모토 도모히로               | 부흥대신 정무관 겸임 내각부대신 정무관 겸임 유임                   |
| 후생노동대신 정무관 | 하시모토 가쿠     | 중의원 / 자유민주당(누카가파)   | 유임                                                               |
| 후생노동대신 정무관 | 다카가이 에미코   | 참의원 / 자유민주당(호소다파)   | 유임                                                               |
| 농림수산대신 정무관 | 사토 히데미치     | 중의원 / 공명당                 | 유임                                                               |
| 농림수산대신 정무관 | 나카가와 유코     | 중의원 / 자유민주당(니카이파)   | 유임                                                               |
| 경제산업대신 정무관 | 세키 요시히로     | 중의원 / 자유민주당(호소다파)   | 유임                                                               |
| 경제산업대신 정무관 | 이와이 시게키     | 이와이 시게키                   | 부흥대신 정무관 겸임 내각부대신 정무관 겸임 유임                   |
| 국토교통대신 정무관 | 우에노 겐이치로   | 중의원 / 자유민주당(이시하라파) | 유임                                                               |
| 국토교통대신 정무관 | 아오키 가즈히코   | 참의원 / 자유민주당(누카가파)   | 유임                                                               |
| 국토교통대신 정무관 | 스즈키 게이스케   | 스즈키 게이스케                 | 내각부대신 정무관 겸임 유임                                        |
| 환경대신 정무관     | 다카하시 히나코   | 중의원 / 자유민주당(오시마파)   | 유임                                                               |
| 환경대신 정무관     | 후쿠야마 마모루   | 후쿠야마 마모루                 | 내각부대신 정무관 겸임 유임                                        |
| 방위대신 정무관     | 하라다 겐지       | 중의원 / 자유민주당(누카가파)   | 유임                                                               |
| 방위대신 정무관     | 이시카와 히로타카 | 이시카와 히로타카               | 내각부대신 정무관 겸임 유임                                        |

## 내각총리대신 보좌관
- 2014년 12월 26일 임명[10]

| 직책 | 성명              | 소속                        | 비고                 |
| --- | ----------------- | --------------------------- | -------------------- |
| 내각총리대신 보좌관 (고향 담당)                                                                            | 기무라 다로       | 중의원 자유민주당(호소다파) | 유임                 |
| 내각총리대신 보좌관 (국가 안전 보장에 관한 중요 정책 및 선거 제도 담당)                                    | 이소자키 요스케   | 참의원 자유민주당(호소다파) | 유임                 |
| 내각총리대신 보좌관 (국정의 중요 과제 담당)                                                                | 에토 세이이치     | 참의원 자유민주당(니카이파) | 유임                 |
| 내각총리대신 보좌관 (정책 기획 담당)                                                                       | 하세가와 에이이치 | 민간                        | 유임 내각홍보관 겸임 |
| 내각총리대신 보좌관 (국토강인화 및 부흥 등의 사회 자본 정비, 지방 창생 및 건강·의료에 관한 성장 전략 담당) | 이즈미 히로토     | 민간 전 내각관방참여        | 유임                 |

## 같이 보기
- 아베노믹스

### 주해
1. ↑  단, 도쿄 올림픽 경기 대회·도쿄 패럴림픽 경기 대회 담당 대신은 헤이세이 32년(2020년) 도쿄 올림픽 경기 대회·도쿄 패럴림픽 경기 대회 특별조치법에 의한 2015년 6월 25일에 설치(도쿄 올림픽 경기 대회·도쿄 패럴림픽 경기 대회 추진본부가 내각에 두고(동법 제2조), 본부에 관한 사무는 내각관방에 의해서 처리된다(동법 제9조)).

### 출전
1. ↑  신토 정치 연맹 WEB NEWS: 신토 정치 연맹 국회의원 간담회 보관됨 2020-10-06 - 웨이백 머신 - 신토 정치 연맹
2. ↑  세계 연방 일본 국회 위원회 명부 보관됨 2014-11-01 - 웨이백 머신 - 세계 연방 일본 국회 위원회, p.1
3. ↑  “《관보》 헤이세이 26년(2014년) 12월 24일자 특별 호외 제29호 p.1”. 2014년 12월 25일에 원본 문서에서 보존된 문서. 2014년 12월 25일에 확인함.
4. ↑  “第3次安倍内閣 閣僚等名簿”. 《第３次安倍内閣 閣僚等名簿》. 수상 관저. 2014년 12월 24일. 2015년 9월 10일에 원본 문서에서 보존된 문서. 2014년 12월 26일에 확인함.
5. ↑  五輪担当相、遠藤利明氏を起用へ　首相方針固める - 산케이 신문, 2015년 6월 24일
6. 1 2 3  《관보》 헤이세이 27년(2015년) 6월 29일자 본지 제6563호 p.10
7. 1 2  “財務副大臣に菅原氏 国交政務官は鈴木氏”. 《니혼케이자이 신문》. 2014년 12월 25일. 2014년 12월 26일에 확인함.
8. ↑  “第3次安倍内閣 副大臣名簿”. 《第３次安倍内閣 閣僚等名簿》. 수상 관저. 2014년 12월 25일. 2016년 8월 12일에 원본 문서에서 보존된 문서. 2014년 12월 26일에 확인함.
9. ↑  “第3次安倍内閣 大臣政務官名簿”. 《第３次安倍内閣 閣僚等名簿》. 수상 관저. 2014년 12월 25일. 2015년 1월 31일에 원본 문서에서 보존된 문서. 2014년 12월 26일에 확인함.
10. ↑  “第3次安倍内閣 内閣総理大臣補佐官名簿”. 《第３次安倍内閣 閣僚等名簿》. 수상 관저. 2014년 12월 24일. 2015년 3월 23일에 원본 문서에서 보존된 문서. 2014년 12월 26일에 확인함.